# Сили спеціальних операцій Великої Британії
Сили спеціальних операцій Великої Британії або Спеціальні війська Об'єднаного Королівства (англ. United Kingdom Special Forces, UKSF) — конгломерат військових формувань сил спецпризначення у Збройних сил Великої Британії. Організаційно підпорядкований директорату міністерства оборони країни, призначений для виконання завдань спільних спеціальних операцій. Керівником сил є директор спеціальних військ, у його розпорядженні перебуває 22-й полк спеціальної повітряної служби (SAS), спеціальна човнова служба (SBS), полк спеціальної розвідки (SRR), група підтримки спеціальних військ (SFSG), 18-й полк зв'язку та об'єднане авіаційне крило спеціальних військ.

## Історія
Сили спеціальних операцій Об'єднаного Королівства були створені в 1987 році шляхом об'єднання спеціальної повітряної служби британської армії та спеціального човнового ескадрону Військово-морського флоту Великої Британії, який згодом перейменований на спеціальну човнову службу. Ці формування були об'єднані під єдиним командуванням на основі колишнього директора SAS, який з цього часу отримав назву директор спеціальних військ. З часом директорат був збільшений за рахунок об'єднаного авіаційного крила спеціальних військ, полку спеціальної розвідки та решти спецпідрозділів Британії.

## Завдання
Спеціальні війська Британії виконують у взаємодії та інтероперабельності наступні завдання:
1. Контртерористична діяльність
2. Ведення нетрадиційних бойових дій
3. Прихована розвідка
4. Спеціальна розвідка
5. Прямі бойові дії
6. Близький захист осіб
7. Антипартизанська війна
8. Глибинна розвідка
9. Наступальні дії на значній глибині від лінії зіткнення сторін
10. Спеціальна підготовка майбутнього бойового простору
11. Диверсійна діяльність
12. Захоплення об'єктів особливої уваги
13. Агентурна розвідка
14. Оборонна дипломатія
15. Забезпечення і підготовка військових формувань дружних іноземних держав

## Формування у складі сил
- Спеціальна човнова служба (Військово-морська служба)
- Спеціальна човнова служба (резерв) (Військово-морська служба)
- 22-й полк спеціальної повітряної служби (Британська армія)
- Полк спеціальної розвідки (Британська армія)
- 18-й полк зв'язку (Королівський корпус зв'язку, британська армія)
- Група підтримки спеціальних військ
- Об'єднане авіаційне крило спеціальних військ
  - 7-й авіаційний ескадрон (Королівські повітряні сили Великої Британії)
  - 657-й авіаційний ескадрон (Корпус армійської авіації, британська армія)
  - 658-й авіаційний ескадрон (Корпус армійської авіації, британська армія)

У відповідності до реформи 2020 року, 21-й та 23-й полки спеціальної повітряної служби введені до складу 1-ї бригади розвідки британської армії.

## Відео
- United Kingdom Special Forces — SAS/SBS/SFSG/SRR
- British Special Forces — UKSF